# 444. Sicherungs-Division
De 444. Sicherungs-Division (Nederlands: 444e Beveiligingsdivisie)  was een Duitse infanteriedivisie in de Heer tijdens de Tweede Wereldoorlog. Deze divisie was betrokken bij de beveiliging van het Rückwärtigen Heeresgebietes (in de achterhoede gelegen legergebied) van de Heeresgruppe Süd (Legergroep Zuid). Ze nam actief aan oorlogsmisdrijven tegen partizanen (Bandenbekämpfung) en de holocaust deel.

## Geschiedenis van de divisie
Division z.b.V. 444
Op 25 oktober 1939 werd de Division z.b.V. 444 in Darmstadt in het Wehrkreis XII (12e militaire district) opgesteld. Midden maart 1941 volgde de hernoeming in de 444. Sicherungs-Division (vrije vertaling: 444e Beveiligingsdivisie).

444. Sicherungs-Division
Op 15 oktober 1941 werd de divisie bij Ohlau in Silezië in het Wehrkreis VIII (8e militaire district) uit de staf van de Division z.b.V. 444 en delen van de 221. Infanterie-Division  (221e infanteriedivisie) opgesteld. De divisie was de gehele Tweede Wereldoorlog aan het Oostfront voor beveiligingstaken in de achterhoede gelegen legergebied in het gebied van Zuid-Rusland, en aan de Heeresgruppe Süd (Legergroep Zuid) toegewezen. Vanaf september volgde een uiteenlopende samenstelling met andere eenheden in de strijd tegen de partizanen. 
Vanaf november 1941 werd de divisie bevolen, Turkse krijgsgevangenen als eenheid in de divisie op te stellen. In november 1942 werd een Turksregiment voor de divisie gecreëerd. Begin januari 1943 opererend in het gebied van de Heeresgruppe A (Legergroep A), werden er zes eskadrons van Kalmukken als Kalmuks cavalerie eenheid onder het bevel van de divisie gesteld. In februari volgde de ondergeschikt stelling aan het 4. Panzerarmee (4e Pantserleger), en later Armee-Abteilung Hollidt (Leger detachement Hollidt) en de ontstane opvolger, het 6. Armee (6e Leger). In de periode tussen Rostov aan de Don en Mioes,  werd de divisie als niet gevechtsbekwaam beschreven.
Begin 1944 werden de beide beveiligingsregimenten uit de divisie gehaald. In mei 1944 werd de divisie ontbonden.

## Commandanten
| Rang                         | Naam                        | Begin           | Eind                           | Opmerking                                                    |
| ---------------------------- | --------------------------- | --------------- | ------------------------------ | ------------------------------------------------------------ |
| Generalmajor                 | Alois Josef Ritter von Molo | 25 oktober 1939 | 15 maart 1941 - 1 april 1941   |                                                              |
| Generalleutnant              | Wilhelm Rußwurm             | 1 april 1941    | 3 februari 1942 - 4 maart 1942 |                                                              |
| Generalleutnant              | Helge Auleb                 | 3 februari 1942 | 4 maart 1942                   | Overgeplaatst naar de 403e Beveiligingsdivisie               |
| Generalmajor-Generalleutnant | Adalbert Mikulicz           | 4 maart 1942    | 14 oktober 1943                | In functie op 1 februari 1943 tot Generalleutnant bevorderd. |
| Onbekend                     | Onbekend                    | 14 oktober 1943 | 11 mei 1944                    |                                                              |

## Gebieden van operaties[9]
- Nazi-Duitsland, (25 oktober 1939 - juni 1940)
- Oostfront, zuidelijke sector, (juni 1941 - 11 mei 1944)

## Samenstelling
1942
- Versterkte 360e Infanterieregiment (uit de 221e Infanteriedivisie, later naar de 111. Infanterie-Division en als Sicherungs-Regiment 360 bij de 454e Beveiligingsdivisie)
- Wach-Bataillon 708
- II./Artillerie-Regiment 221 (uit de 221. Infanterie-Division)
- Landesschützen-Regimentsstab 46
- Divisions-Nachrichten-Abteilung 828
- Kosaken-Hundertschaft 444 (naar de 454e Beveiligingsdivisie)
- Panzer-Kompanie 445 aus Beutepanzern
- Turkestanische Hundertschaft 444
- Divisionseinheiten 360

1943
- Sicherungs-Regiment 46 (begin 1944 toegewezen aan de Korück 558 van het 8e Leger)
- Sicherungs-Regiment 602 (begin 1944 toegewezen aan de Korück 558 van het 8e Leger)
- Nachrichten-Abteilung 828 (november 1941 uit het Feld-Nachrichten-Kommandantur 44)
- Kommandeur der Divisions-Nachschubtruppen 360